# Bosszúra készen
A Bosszúra készen (eredeti cím: Do Revenge) 2022-ben bemutatott amerikai filmvígjáték, amelyet Jennifer Kaytin Robinson rendezett. A főbb szerepekben Camila Mendes, Maya Hawke, Austin Abrams, Rish Shah és Talia Ryder látható.
Amerikában és Magyarországon 2022. szeptember 16-án mutatták be a Netflixen.

## Cselekmény
Drea népszerű diák, aki ösztöndíjjal jár a Rosehill Country Day High Schoolba, egy elit magániskolába Miamiban. Drea, a "fondorlatos, önző szociopata", aki kihasználja az embereket, hogy elérje, amit akar, társadalmi kitaszítottá válik, miután egy intim videó, amelyet a szintén népszerű barátjának, Maxnek küldött, kiszivárog az interneten. Max azt állítja, hogy meghekkelték, de Drea Maxet hibáztatja a videó nyilvánosságra kerüléséért, és szakítanak.
Azon a nyáron Drea egy tenisztáborban dolgozik, ahol megismerkedik Eleanorral, egy gazdag családból származó félénk lánnyal, aki szeptemberben átiratkozik a Rosehillbe. Eleanor elmeséli Dreának, hogy ő is kitaszítottá vált, amikor elterjedt egy hamis pletyka, miszerint évekkel korábban egy nyári táborban erőszakkal megcsókolta Carissát, egy másik Rosehill diákot. Rájönnek, hogy egyedül nem fognak igazságot szolgáltatni, ezért azt tervezik, hogy bosszút állnak egymás ellenségein: Drea Carissán, Eleanor pedig Maxon. Egy átalakítás után Eleanor lassan beszivárog Drea régi, népszerű diákokból álló klikkjébe, míg Drea az iskolai farmon dolgozva próbál közel kerülni Carissához, és összebarátkozik Russ-szal, egy népszerűtlen diákkal, aki Carissa barátja is
Eleanort meghívják egy Max által rendezett partira, ahol rájön, hogy a férfi megcsalja új barátnőjét, Tarát – Drea korábbi legjobb barátnőjét. Drea ellopja Carissa kulcsait a farm zárt üvegházához, és megtalálja a marihuánát és a varázsgombát, amit Carissa tárol.
Az iskolai végzősök gyűrűzési ünnepségén Drea az üvegházból származó drogot helyez az osztálytársaik vacsorájába, hogy ellophassa Max telefonját, és bizonyítékot szerezzen a vétkeiről. Névtelenül fülest ad az igazgatónak az üvegházról, aminek következtében Carissát kicsapják és elvonóra küldik. Max sms-üzeneteinek átnézése közben Drea és Eleanor évekre visszamenőleg találnak fotókat és üzeneteket más lányokkal az iskolából.
Egy iskolai gyűlésen Eleanor megosztja Max sms-eit az egész diáksággal, de Max és Tara ezután poliamor párnak adják ki magukat, ami viszont az iskola legújabb trendjévé válik. Drea azután, hogy visszautasították álmai iskolájából, a Yale-ről, új tervet eszel ki, hogy tönkretegye az összes népszerű korábbi barátját a közelgő felvételi bulin, amelyen csak azok vehetnek részt, akiket felvettek az Ivy League iskolákba.
Eleanor élvezi új népszerűségét és Drea régi barátait, kapcsolatot kezd Max ikertestvérével, Gabbival. Amikor Max és barátai meglepik Eleanort a születésnapján, Drea megzavarja a bulit, és majdnem veszélybe sodorja a bosszútervüket. Összevesznek, és külön utakon folytatják, miután Eleanor azt állítja, hogy nincs bizonyíték arra, hogy Max kiszivárogtatta Drea videóját. Gabbi ezt meghallja, és szakít Eleanorral, amiért Max pártjára állt.
Drea, aki mocskot keres Eleanor ellen, meglátogatja Carissát a rehabilitációs intézetben. Carissa elárulja, hogy Eleanor valójában "Nosey" Nora Cutler, egy lány, akivel együtt jártak nyári táborba. Drea volt az, aki lebuktatta Norát, és elterjesztette a pletykát, amelyről önző módon megfeledkezett, és ami miatt Eleanor megváltoztatta a nevét, és alávetette magát egy orrplasztikának. Drea szembesíti Eleanort, aki elárulja, hogy mindvégig csak játszott vele, azzal a céllal, hogy ugyanazt a fájdalmat okozza neki, amit a pletyka miatt elszenvedett. Eleanor megfenyegeti Drea édesanyját, egy ápolónőt, hogy kábítószer-birtoklással vádolja, ha Drea nem hajlandó leleplezni régi barátait a felvételi bulin. Eleanor nekimegy Drea autójának, és kórházba szállítja, hogy egy zokogós történetet kreáljon, amivel Drea bejuthat a felvételi partira.
A buli alatt Drea elmondja, hogy Eleanor valójában "Nosey Nora", de azonnal megbánja, és bocsánatot kér Eleanortól, amiért szociopata. Érzelmi megbékélésük megszakad, amikor Max bevallja, hogy kiadta Drea videóját, mivel úgy találta, hogy a lány önző viselkedése veszélyezteti a saját szociopátiáját. Eleanor titokban lefilmezi a vallomást, és gyorsan megosztja a videót a partin, mindenkit Max ellen fordítva. Ennek eredményeképpen Maxet kirúgják Rosehillből, és a helyét a Yale-en felajánlják Dreának, aki azonban visszautasítja azt. Mindenki számára megváltás következik, hiszen Drea bocsánatot kér Russ-tól, és megcsókolják egymást, Eleanor kibékül Gabbi-val, Max pedig csatlakozik egy támogató csoporthoz, hogy foglalkozzon a mérgező férfiasságával.

## Szereplők
| Szerep  | Színész         | Magyar hang       |
| ------- | --------------- | ----------------- |
| Drea    | Camila Mendes   | Sipos Eszter Anna |
| Eleanor | Maya Hawke      | Andrusko Marcella |
| Max     | Austin Abrams   | Berkes Bence      |
| Russ    | Rish Shah       | Hám Bertalan      |
| Gabbi   | Talia Ryder     | Tamási Nikolett   |
| Carissa | Ava Capri       | Quintus Flóra     |
| Elliot  | Jonathan Daviss | Penke Bence       |
| Montana | Maia Reficco    | Molnár Ilona      |
| Meghan  | Paris Berelc    | Kardos Eszter     |
| Tara    | Alisha Boe      | Lamboni Anna      |
| Erica   | Sophie Turner   | Kelemen Kata      |
| Jessica | Eliza Bennett   | Ince Sára         |

### Magyar változat
- Magyar szöveg: Szemere Laura
- Hangmérnök: Takács György
- Vágó; Gombár Bendegúz
- Gyártásvezető: Farkas Márta
- Szinkronrendező: Kertész Andrea
- Produkciós vezető: Fekete Márk

A szinkront a Direct Dub Studios készítette el.

## A film készítése
2020. október 14-én jelentették be, hogy a Netflix fejleszti a filmet, amelynek akkor az Strangers címet adták. 2020 novemberében jelentették, hogy Camila Mendes és Maya Hawke lesz a főszereplő.

### Forgatás
A forgatásra 2021 elején indult Atlantában és Miamiban ért véget 2021. augusztus 7-én.